# Paroisse de Rothesay
Pour Rothesay (ville), voir Rothesay (Nouveau-Brunswick).
La paroisse de Rothesay est à la fois une paroisse civile et un ancien district de services locaux (DSL) canadien du comté de Kings, au Nouveau-Brunswick. Dans le cadre de la réforme de la gouvernance locale du 1er janvier 2023, le DSL a été annexé au district rural de Fundy.

## Toponyme
La paroisse de Rothesay est nommée ainsi d'après la ville de Rothesay, qui fut elle-même nommé ainsi en 1860 par Robert Thompson en l'honneur d'Albert Edouard, prince de Galles, duc de Saxe, Cornwall et Rothesay, futur Édouard VII, qui visita le Nouveau-Brunswick la même année et qui voyagea vers Fredericton à partir d'un quai des environs. le village porta auparavant le nom de Kennebeccasis Bay.

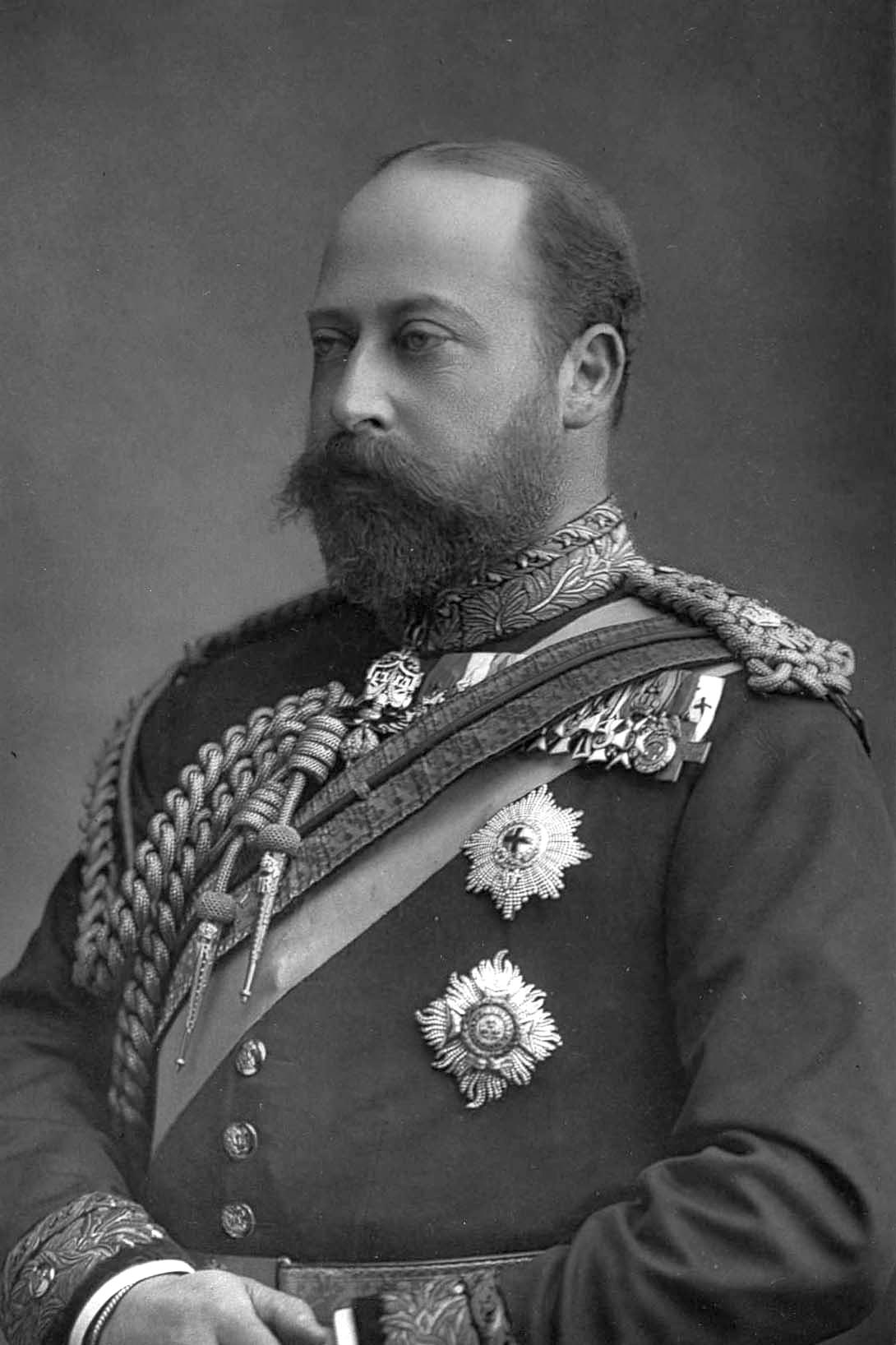
Edward VII.

## Géographie

### Villages et hameaux
La paroisse comprend plusieurs hameaux, dont Upper Golden Grove.

## Histoire
Le territoire est colonisé par les Acadiens, qui s'installent à French Village en 1767. Ceux-ci s'exilent toutefois au Madawaska en 1787, à la suite de l'arrivée des Loyalistes entre 1784 et 1786. Les Loyalistes s'installent tout d'abord au bord des rivières Kennebecasis et Hammond tandis que les localités de l'arrière-pays sont fondées par leurs descendants. La municipalité du comté de Kings est dissoute en 1966. La paroisse de Rothesay devient un district de services locaux en 1967.

## Démographie
(août 2016).
D'après le recensement de Statistique Canada, il y avait 314 habitants en 2001, comparativement à 321 en 1996, soit une baisse de 2,2 %. La paroisse compte 114 logements privés, a une superficie de 7,62 km2 et une densité de population de 41,2 habitants au km².
| 2001 | 2006 | 2011 | 2016 |
| ---- | ---- | ---- | ---- |
| 314  | 350  | 347  | 325  |

## Administration

### Comité consultatif
En tant que district de services locaux, la paroisse de Rothesay est administré directement par le Ministère des Gouvernements locaux du Nouveau-Brunswick, secondé par un comité consultatif élu composé de cinq membres dont un président.

### Commission de services régionaux
La paroisse de Rothesay fait partie de la Région 9, une commission de services régionaux (CSR) devant commencer officiellement ses activités le 1er janvier 2013. Contrairement aux municipalités, les DSL sont représentés au conseil par un nombre de représentants proportionnel à leur population et leur assiette fiscale. Ces représentants sont élus par les présidents des DSL mais sont nommés par le gouvernement s'il n'y a pas assez de présidents en fonction. Les services obligatoirement offerts par les CSR sont l'aménagement régional, l'aménagement local dans le cas des DSL, la gestion des déchets solides, la planification des mesures d'urgence ainsi que la collaboration en matière de services de police, la planification et le partage des coûts des infrastructures régionales de sport, de loisirs et de culture; d'autres services pourraient s'ajouter à cette liste.

### Représentation et tendances politiques
Nouveau-Brunswick: La paroisse de Rothesay fait partie de la circonscription provinciale de Rothesay, qui est représentée à l'Assemblée législative du Nouveau-Brunswick par Margaret-Ann Blaney, du Parti progressiste-conservateur. Elle fut élue en 2003 puis réélue en 2006 et en 2010 mais était déjà présente au parlement depuis 1999, dans une autre circonscription.
 Canada: La paroisse de Rothesay fait partie de la circonscription fédérale de Fundy Royal, qui est représentée à la Chambre des communes du Canada par Rob Moore, du Parti conservateur. Il fut élu lors de la 38e élection générale, en 2004, puis réélu en 2006 et en 2008.

## Vivre dans la paroisse de Rothesay
Les résidents doivent se rendre à Rothesay ou à Saint-Jean pour la plupart des services. Le DSL est inclus dans le territoire du sous-district 9 du district scolaire Francophone Sud. L'école Samuel-de-Champlain de Saint-Jean est l'établissement francophone le plus proche alors que les établissements d'enseignement supérieurs les plus proches sont dans le Grand Moncton.
Le détachement de la Gendarmerie royale du Canada le plus proche est à Hampton. Le bureau de poste le plus proche est quant à lui à Rothesay.
Les anglophones bénéficient du quotidien Telegraph-Journal, publié à Saint-Jean, et du Kings County Records, de Sussex. Les francophones bénéficient quant à eux du quotidien L'Acadie nouvelle, publié à Caraquet, ainsi que l'hebdomadaire L'Étoile, de Dieppe.